# Концерти Жан-Мішель Жарра
Тут наведено список концертів та концертних турів проведених Жан-Мішель Жарром.

## 1970-ті роки

### AOR опера
- 21 жовтня 1971 року
- Opéra De Paris, Опера Гарньє, Париж, Франція
- Аудиторія: 2,000

### Площа Згоди
- 14 липня 1979 року
- Париж, Франція
- Аудиторія: 1 мільйон
- Вперше потрапив до Книги рекордів Гінеса

## 1980-ті роки

### Концерти в Китаї
- 21 та 22 жовтня 1981 року, Пекін,  Китай
- 26-28 жовіня 1981 року, Шанхай
- Загальна аудиторія: 120000

## 2010-ті роки

### Electronica World Tour

#### Європейський тур 2016
| Дати проведення     | Місто     | Країна          | Місце проведення              |
| ------------------- | --------- | --------------- | ----------------------------- |
| 16 червня 2016 року | Барселона | Іспанія         | Sónar Festival                |
| 9 липня 2016 року   | Рим       | Італія          | Auditorium Parco della Musica |
| 11 липня 2016 року  | Монтре    | Швейцарія       | Джазовий фестиваль у Монтре   |
| 13 липня 2017 року  | Байонна   | Франція         | Arènes de Bayonne             |
| 14 липня 2017 року  | Нім       | Франція         | Арени Німа                    |
| 23 липня 2016 року  | Маклсфілд | Велика Британія | Обсерваторія Джодрелл-Бенк    |

#### Північноамериканський тур
| Дати проведення     | Місто        | Країна | Місце проведення                    |
| ------------------- | ------------ | ------ | ----------------------------------- |
| 9 травня 2017 року  | Торонто      | Канада | Sony Centre for the Performing Arts |
| 11 травня 2017 року | Монреаль     | Канада | Белл-центр                          |
| 16 травня 2017 року | Бостон       | США    | Blue Hills Bank Pavilion            |
| 18 травня 2017 року | Аппер-Дербі  | США    | Tower Theatre                       |
| 20 травня 2017 року | Нью-Йорк     | США    | Радіо-сіті-мюзик-хол                |
| 22 травня 2017 року | Чикаго       | США    | Аудиторіум театр                    |
| 24 травня 2017 року | Брумфілд     | США    | 1stBank Center                      |
| 26 травня 2017 року | Берклі       | США    | Hearst Greek Theatre                |
| 27 травня 2017 року | Лос-Анджелес | США    | Microsoft Theater                   |

- The Heart Of Noise
- Automatic
- Oxygene 2
- Circus
- Web Spinner
- Exit
- Equinoxe 7
- Conquistador
- Oxygene 8
- Zero Gravity
- Souvenir Of China
- Immortals
- Oxygene 19
- Brick England
- The Architect
- Herbalizer
- Oxygene 17
- Equinoxe 4
- Glory
- Time Machine
- Oxygene 4
- Zoolookologie
- Stardust

#### Європейський тур 2017
| Дати проведення    | Місто           | Країна    | Місце проведення               |
| ------------------ | --------------- | --------- | ------------------------------ |
| 8 липня 2017 року  | Гданськ         | Польща    | Ерго Арена                     |
| 9 липня 2017 року  | Краків          | Польща    | Таурон Кракув Арена            |
| 11 липня 2017 року | Берлін          | Німеччина | Фортеця Шпандау                |
| 12 липня 2017 року | Бонн            | Німеччина | Kunst!Rasen                    |
| 14 липня 2017 року | Сен-Мало-дю-Буа | Франція   | Festival Poppet                |
| 15 липня 2017 року | Каре-Плуге      | Франція   | Festival des Vieilles Charrues |

#### Південоамериканський тур
Концерти в Південній Америці були заплановані на 9 листопада в Буенос-Айресі та 14 листопада 2017 року в Сантьяго. Проте, через місцевого організатора, проведення концертів було зірване і концерти відмінені. Проведення цих концертів, на які так довго очікувала південноамериканська публіка, вдалось перенести на 2018 рік.
| Дати проведення      | Місто        | Країна    | Місце проведення  |
| -------------------- | ------------ | --------- | ----------------- |
| 22 березня 2018 року | Буенос-Айрес | Аргентина | Luna Park Stadium |
| 27 березня 2018 року | Сантьяго     | Чилі      | Movistar Arena    |

| Дати проведення     | Місто              | Країна | Місце проведення                 |
| ------------------- | ------------------ | ------ | -------------------------------- |
| 9 квітня 2018 року  | Даллас             | США    | Verizon Theatre at Grand Prairie |
| 10 квітня 2018 року | Х'юстон            | США    | Smart Financial Center           |
| 13 квітня 2018 року | Індіо (Каліфорнія) | США    | Коачелла (фестиваль)             |

### Зелений концерт
- 23 вересня 2018 року
- Ер-Ріяд,  Саудівська Аравія
- Аудиторія: 50000
- Coachella Opening

Треки
- Automatic 2
- Oxygene 2
- Circus
- Exit
- Equinoxe 7
- Conquistador
- Oxygene 8
- Zero Gravity
- Oxygene 19
- Zoolookologie
- Equinoxe 4
- Glory
- Oxygene 4
- Oxygene 17
- The Architect
- Chronology 4
- Rendez-Vous 4
- Stardust
- The Time machine

## 2020-ті роки

### Special Summer Live 2025
| Дати проведення     | Місто     | Країна    | Місце проведення             |
| ------------------- | --------- | --------- | ---------------------------- |
| 13 червня 2025 року | Осло      | Норвегія  | Grefsenkollen                |
| 15 червня 2025 року | Хельсінкі | Фінляндія | Льодовий палац Хельсінкі     |
| 17 червня 2025 року | Таллін    | Естонія   | Unibet Arena                 |
| 20 червня 2025 року | Слупськ   | Польща    | Bali Indah, Dolina Charlotty |